# كزافييه نادي
كزافييه نادي (بالإنجليزية: Xavier Nady)‏ هو لاعب كرة قاعدة أمريكي، ولد في 14 نوفمبر 1978 في كارميل-بي-ثي-سي في الولايات المتحدة.

## وصلات خارجية
- كزافييه نادي على موقع دوري كرة القاعدة الرئيسي (الإنجليزية)
- كزافييه نادي على موقعبيزبول رفرنس.كوم (الدوري الرئيسي) (الإنجليزية)
- كزافييه نادي على موقعبيزبول رفرنس.كوم (الدوري الثانوي) (الإنجليزية)
- كزافييه نادي على موقع إي إس بي إن.كوم (أم.أل.بي) (الإنجليزية)
- كزافييه نادي على موقع مشجعي الرسوم البيانية (الإنجليزية)